# Luigi Cremona
Antônio Luigi Gaudenzio Giuseppe Cremona (Pavia, 7 de dezembro de 1830 — Roma, 10 de junho de 1903) foi um matemático e político italiano.

## Obras
- Corso di statica grafica, 1867
- Elemente der projektiven Geometrie, 1882. Elementi di geometria proiettiva, 1873
- Elementi di calcolo grafico, 1874
- Les figures réciproques en statique graphique, 1885
- Graphical statics. Two treatises on the graphical calculus and reciprocal figures in graphical statics, 1890
- Opere matematiche, 3 volumes, 1914